# Ерміт тринідадський
Ермі́т тринідадський (Phaethornis longuemareus) — вид серпокрильцеподібних птахів родини колібрієвих (Trochilidae). Мешкає в Південній Америці.

## Опис

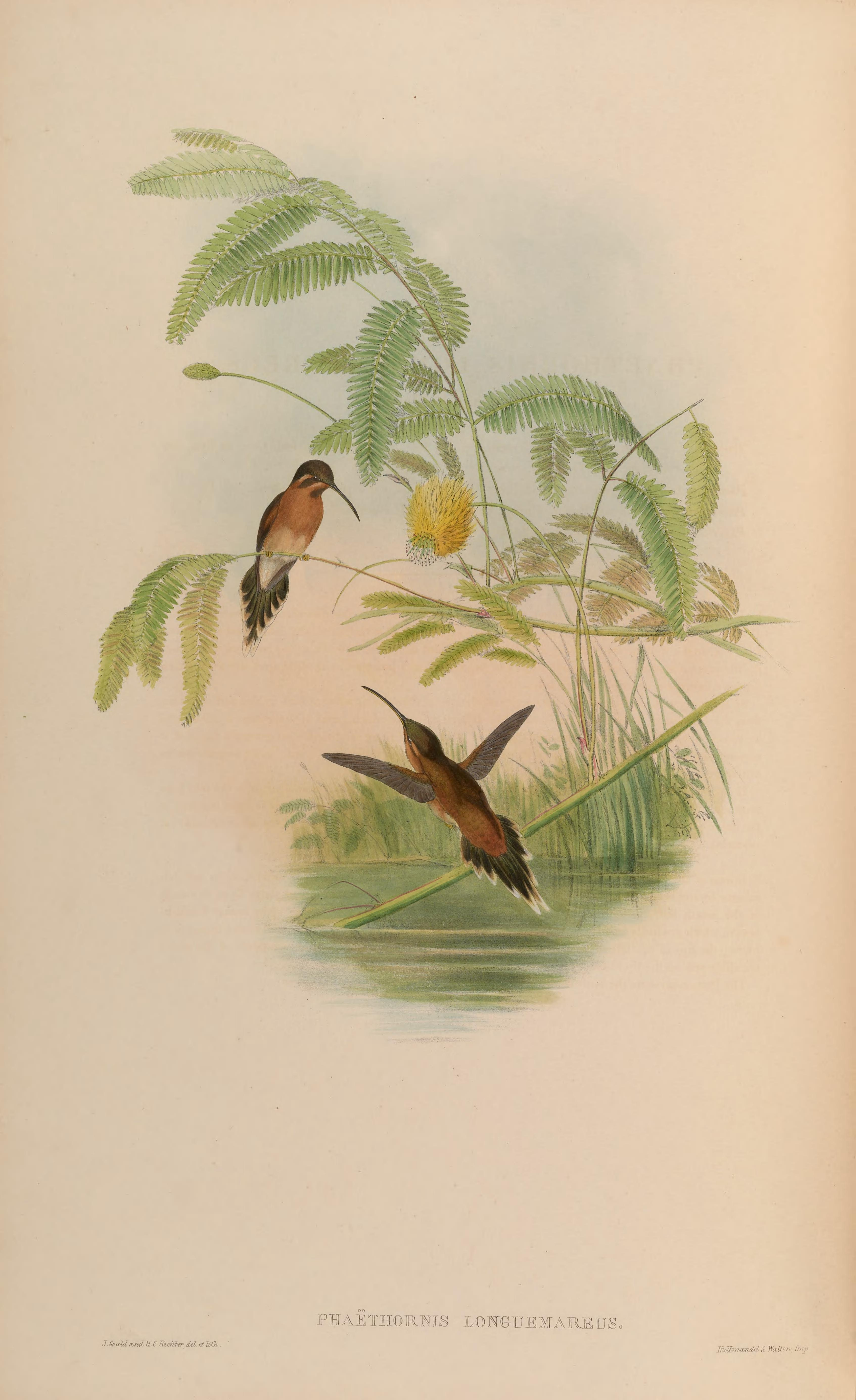
Тринідадські ерміти

Довжина птаха становить 8,5-9 см, вага 1,5-3,8 г. Верхня частина тіла бронозова або мідно-зелена, надхвістя констрастно рудувато-коричневе. Через очі ідуть широкі темні смуги, над очима охристі «брови», під дзьобом більш тьмяні охристі «вуса». Нижня частина тіла рудувато-коричнева або охриста, нижні покривні пера хвоста білі. Горло аоцятковане дрібними темними плямками, центральна стернові пера на кінці вузькі. Дзьоб дещо вигнутий, довжиною 25 мм, верху чорний знизу біля основи жовтий. У самців горло більш темне, ніж у самиць.

## Поширення і екологія
Тринідадські ерміти мешкають на північному сході Венесуели (від півострова Арая в штаті Сукре до Дельти-Амакуро і північного Болівару, на півночі Гаяни і Суринаму, у Французькій Гвіані та на північному сході Бразилії (захід Амапи), на острові Тринідад, а також локально на заході центральної Венесуели. Вони живуть в підліску вологих рівнинних тропічних лісів, заболочених і мангрових лісів, на узліссях і в чагарникових заростях, на висоті до 700 м над рівнем моря. Живляться нектаром квітів різних видів рослин, а також дібними комахами. Сезон розмноження триває з грудня по червень, на Тринідаді переважно з січня по березень. Самці збираються на токовищах, де приваблюють самиць співом. Гніздо має конусоподібну форму, робиться з рослинних волокон і павутиння, підвішується до нижньої сторони листа. В кладці 2 білих яйця.